# Ben Frommer
Ben Frommer est un acteur américain né le 12 juin 1913 en Pologne, décédé le 9 mai 1992 à Tarzana (États-Unis).

## Filmographie
- 1943 : Symphonie loufoque (Crazy House) de Edward F. Cline : Impersonator
- 1947 : Born to Kill : Delivery Boy
- 1948 : Bodyguard : Joe Torres, Taxi Driver
- 1951 : Crazy Over Horses : Silent Man
- 1955 : La Loi du plus fort (Timberjack) de Joseph Kane
- 1955 : Hell's Island
- 1955 : La Fiancée du monstre (Bride of the Monster) : Drunk
- 1956 : Le Tour du monde en 80 jours (Around the World in Eighty Days) : Extra
- 1956 : Naked Gun
- 1959 : Arson for Hire : Hotdog Vendor
- 1959 : Plan 9 from Outer Space : Mourner
- 1963 : I Was a Teenage Thumb (voix)
- 1963 : Un appel de Transylvanie (Transylvania 6-5000) : Count Bloodcount (voix)
- 1965 : Bad Girls Do Cry
- 1966 : Le Rideau déchiré (Torn Curtain) : Sceptical-looking airline passenger
- 1967 : C'mon, Let's Live a Little : Jake
- 1968 : Que faisiez-vous quand les lumières se sont éteintes ? (Where Were You When the Lights Went Out ?) de  Hy Averback
- 1968 : The Bugs Bunny/Road Runner Hour (série TV) : Various Characters (voix)
- 1968 : Un amour de Coccinelle (The Love Bug) : Mexican Official
- 1974 : Le shérif est en prison (Blazing Saddles) : Convict
- 1976 : The Four Deuces : George
- 1976 : McNaughton's Daughter (TV)
- 1976 : Car Wash de Michael Schultz : Man Behind Kenny
- 1977 : American Raspberry : Count
- 1977 : Flush
- 1977 : Cover Girls (en) de Jerry London (TV) : Tourist in Bus
- 1978 : Rabbit Test : Mr. Sanchez
- 1978 : Evening in Byzantium (TV) : Sine
- 1980 : Dr. Heckyl and Mr. Hype : Sgt. Gurnisht Hillfn
- 1981 : American Pop : Nicky Palumbo (voix)
- 1983 : Doctor Detroit : Faculty Member
- 1983 : Psychose II (Psycho II) : Sexton
- 1983 : Scarface : Male Patron
- 1986 : The Bugs Bunny and Tweety Show (série TV) : Various Characters (voix)
- 1988 : SOS Daffy Duck (Daffy Duck's Quackbusters) (voix)